# Апиано Джентиле
Апиа̀но Джентѝле (на италиански: Appiano Gentile; на ломбардски: Apian, Апиан) е градче и община в Северна Италия, провинция Комо, регион Ломбардия. Разположено е на 162 m надморска височина. Населението на общината е 7703 души (към 2017 г.).